# 十月革命 (ショスタコーヴィチ)
交響詩『十月革命』(October)作品131は、ドミートリイ・ショスタコーヴィチが作曲した交響詩。タイトルは「10月革命」、「十月」と表記されることもある。

## 概要
1967年8月10日に完成した、十月革命50周年を記念した作品である。同じ時期の作品であるヴァイオリン協奏曲第2番だけでなく、十月革命にちなんだ他の作品（交響曲第2番や交響曲第12番）を比較してもこの曲の知名度は低い。
1937年に作曲された映画音楽「ヴォロチャーエフ砦の日々」作品48の「パルチザンの歌」が第2主題に引用されており、このことについてショスタコーヴィチはこう語っている。
「かなり前に私はソヴィエト国家の記念日に捧げる作品を書きたいと思ったことがあるが、それは上手くいかなかった。しかし私は何ヶ月か前にモスフィルム映画製作所に行った。そこでは古い映画「ヴォロチャーエフ砦の日々」の封切の準備が進められていたが、その映画に昔私が音楽を付けたのだった。私はその場で腰を掛けて書き始めた。いずれも大きく改作し、気が付けば12、13分かかる大きな交響的作品になった。」
初演は1967年9月16日、モスクワ音楽院大ホールにて、息子のマクシムが指揮するソヴィエト国立交響楽団の演奏で初演された。ちなみに、この曲の録音はかなり少なく、演奏されることは稀である。

## 作品の特徴
暗から明へ展開する典型的な社会主義リアリズムの作風であり、3管編成の管弦楽を潤沢に使った華やかな響きが魅力である。

## 楽器編成
- 木管楽器

ピッコロ1、フルート2、オーボエ2、イングリッシュホルン、クラリネット3、ファゴット2、コントラファゴット1
- 金管楽器

ホルン4、トランペット3、トロンボーン3、テューバ1
- 打楽器

ティンパニ、シンバル、小太鼓
- 弦楽器

第1ヴァイオリン、第2ヴァイオリン、ヴィオラ、チェロ、コントラバス

## 演奏時間
約13分（スコア記載）

## 構成
序奏付きのソナタ形式で、モデラートで始まる序奏部はその後に続くアレグロの主部で第1主題と密接に繋がる。その後に「パルチザンの歌」が第2主題として登場し、展開部、再現部へと続き、最後のコーダは壮麗に曲を締める。